# کومور
کومور یا اتحاد قُمُر (به عربی: الإتّحاد القمریّ) و (به فرانسوی: Union des Comores)، مجمع‌الجزایری است که در جنوب شرقی آفریقا و آب‌های اقیانوس هند و شرق سواحل موزامبیک و شمال غربی ماداگاسکار قرار دارد. مساحت آن به ۲۲۳۶ کیلومترمربع بالغ می‌گردد. این کشور عضو اتحادیه عرب است. نام این کشور قَمَر یا قُمُر تلفظ شده اما نام آن برگرفته از همان واژه عربی قمر به معنی ماه است.

## تاریخ

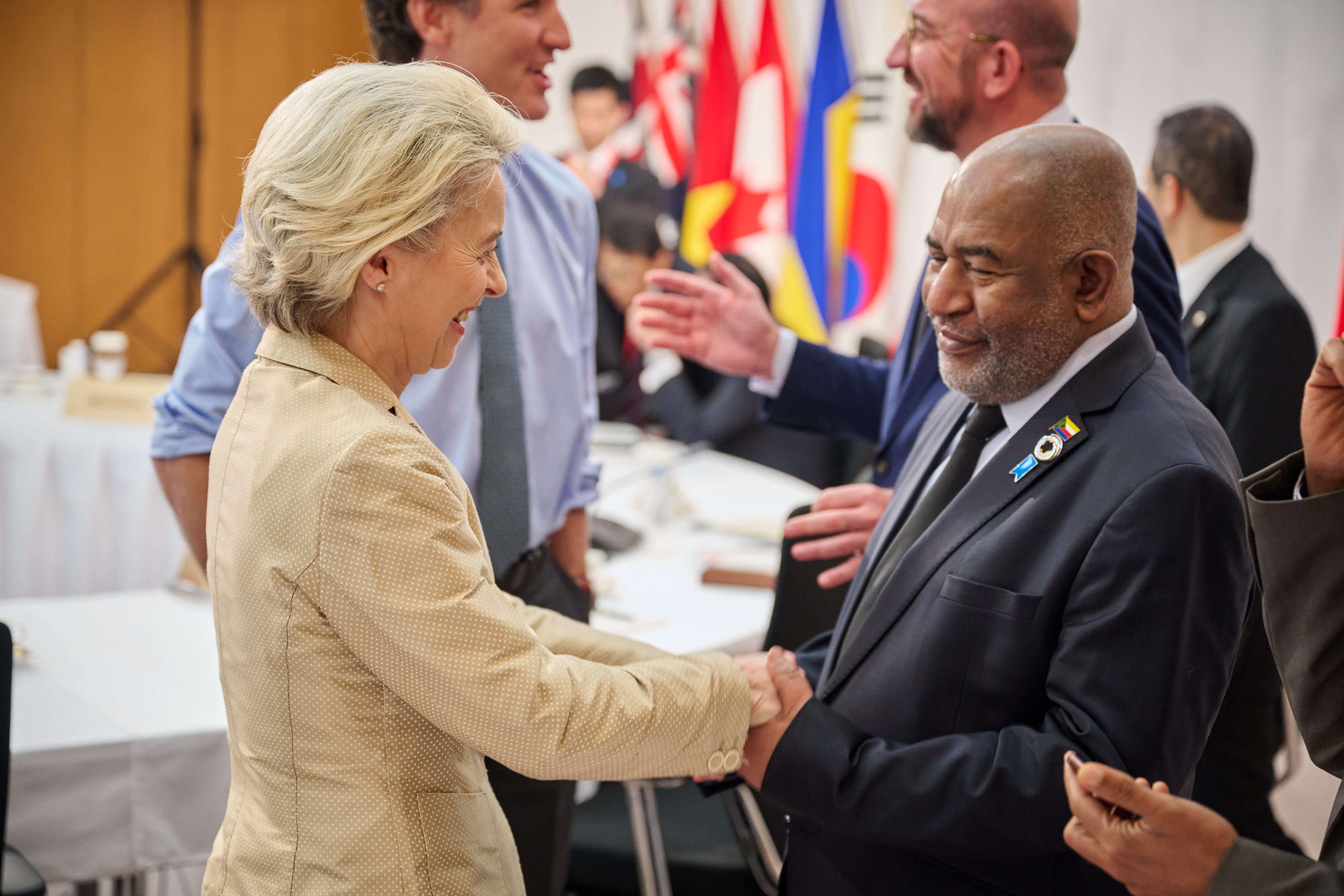
غزالی عثمانی رئیس‌جمهور کومور و اورزولا لاین رئیس کمیسیون اروپا

ساکنان اولیه قمر از جزایر پولینزی بودند. این سرزمین در قرون قبل به تصرف مسلمانان درآمد و اهالی آن به اسلام گرویدند. اسلام برای اولین بار توسط مردمانی از سواحل خلیج فارس و از جمله تجار موسوم به شیرازی (یا شیرازی‌ها) به مردمان این جزیره معرفی شد. از سال ۱۸۴۳م فرانسه این کشور را مستعمره خود نمود و در سال ۱۹۱۲ رسماً مستعمرهٔ آن شد و با ماداگاسکار که تحت‌الحمایه فرانسه بود، یکی گردید اما پس از چندی جدا شد و در سال ۱۹۷۱ به لحاظ اقتصادی خودمختار شد.
در سال ۱۹۷۵ مجلس نمایندگان قمر به‌طور یکجانبه استقلال قمر را اعلام نمود. کشورهای اروپای غربی، عربستان، عراق و کویت از سال ۱۹۷۹م با رژیم آن روابط سیاسی و بازرگانی برقرار نمودند و قمر که پس از کودتایی، از سازمان وحدت آفریقا خارج شده بود در این تاریخ به عضویت آن درآمد. این کشور در سال ۱۳۹۴ خورشیدی روابط دیپلماتیک خود را با ایران قطع کرد.

## تقسیمات کشوری
قمر از ۷ ناحیه تشکیل شده که به شکل فدرال اداره می‌شود. مرکز حکومت آن مورونی است که در جزیره قمر بزرگ قرار دارد.

## جغرافیا
قمر از جزایر فعال آتشفشانی به وجود آمده و هم‌اکنون کوه کارتالا با ۲۳۶۰ متر ارتفاع (بلندترین نقطه کشور) آتشفشانی فعال محسوب می‌شود. سه جزیره اصلی آن عبارتند از قمر بزرگ - که با ۱۱۵۰ کیلومتر مربع وسیع‌ترین آنهاست - آنژوان و موئلی. چندین جزیره کوچک هم دارد. به سبب محصور بودن در آب‌های اقیانوس هند و نزدیکی به خط استوا، آب و هوای گرم و مرطوب دارد.

## اقتصاد
قمر پس از استقلال و به خاطر خود بزرگ بینی خود کمک فرانسویان را قبول نکردند و با قحطی مواجه شد و سپس با فاجعه مواجه شد و مجبور گردید از خود بزرگ بینی دست بردارد و کمک‌های بین‌المللی از طرف بیشتر اروپاییان و کمتر عرب‌ها را قبول کند و مردم از گرسنگی نجات یافتند. اقتصاد آن بر کشاورزی متکی است و برنج و سیب زمینی از محصولات مهم آن است. با این حال قمر واردکننده مواد غذایی است. صنایع آن عبارت‌اند از: وانیل سازی، عطرسازی، قایق سازی، زینت‌آلات و عتیقه‌جات. واحد پول آن فرانک سی اف آ (CfA.f) و برابر صد سانتیم است.

## مردم

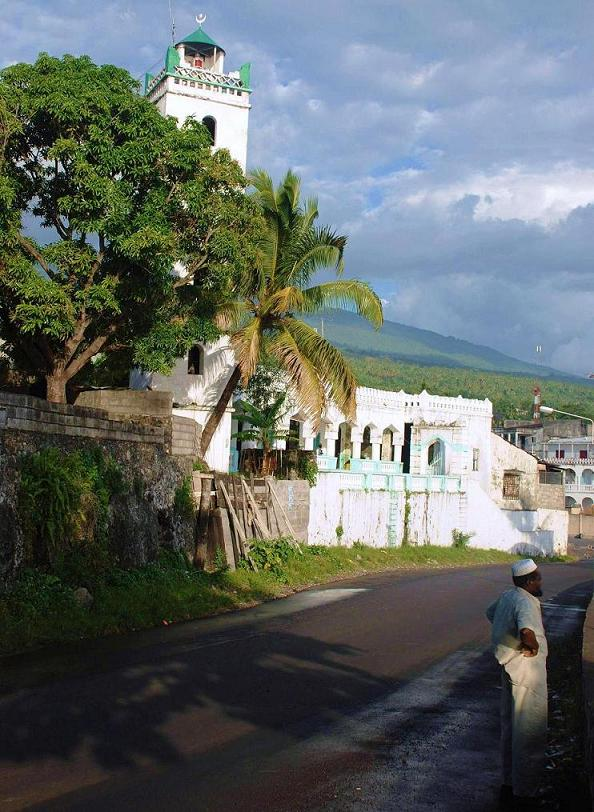
مسجد مونوری

قمر ۷۹۰ هزار نفر سکنه دارد که۸۷ درصد آنها عرب آفریقایی و ۱۳ درصد آنها مالاگاسایی هستند و ۳۰٪ آن در شهرها (۱۰٪ در مرکز حکومت) زندگی می‌کنند. رشد جمعیت ۳٪ و تراکم نسبی آن ۲۱۵ نفر در کیلومتر مربع می‌باشد. ترکیب کلی جمعیت از تیره‌های آفریقائی است اما دو دسته مهاجر در آن سکونت دارند دسته اول مهاجران سواحل شرقی آفریقا، ماداگاسکار، ایران، اعراب و هندی‌ها دسته دوم اروپائی‌ها شامل پرتقالی‌ها، هلندی‌ها و فرانسوی‌ها، زبان رسمی عربی است اما زبان سواحیلی و فرانسوی هم در آن رایج است. ۹۹٪ مردم مسلمان هستند و اقلیتی مسیحی هم دارد.

## فرهنگ

### ازدواج
دو نوع ازدواج در قمر رایج؛ ازدواج کمی و ازدواج بزرگ است. در ازدواج کمی، یک ازدواج ساده، صمیمی و ارزان و قانونی است. ازدواج بزرگ دارای مشخصه‌های بزرگ مانند؛ مهریه زیاد و دو هفته جشن عروسی است. ادامه سنت ازدواج بزرگ به دلیل هزینه‌های زیاد آن و فقر شدید قمر مورد انتقاد قرار گرفته‌است.

### رسانه
Al-Watwan، روزنامه ملی متعلق به دولت قمر که در شهر مورونی منتشر شده‌است.
رادیو و تلویزیون دولتی قمر خدمات ملی رادیویی-تلویزیونی هستند.

#### آزادی بیان در رسانه
آزادی بیان در این کشور مورد احترام است و در رسانه رادیویی بر اساس طنز اشاره دارد که به ارائه تفسیر سیاسی مستقل است.